# رأس برقة
رأس برقة أو رأس بركة ويطلق عليها أيضاً رأس برجة هو شاطئ على البحر الأحمر يتبع منطقة نويبع، في محافظة جنوب سيناء في مصر، وهو منتجع سياحي شاطئي يقع بالقرب من قرية بساطة.